# Resultados do Carnaval de Juiz de Fora em 2017
Resultados do Carnaval de Juiz de Fora em 2017, a vencedora do Grupo A foi a Real Grandeza que apresentou o tema: "O Circo".
| Grupo A   | Grupo A                       | Grupo A | Grupo A |
| Colocação | Escola                        | Pontos  | Ref.    |
| --------- | ----------------------------- | ------- | ------- |
| 1º        | Real Grandeza                 | 100     | [ 1 ]   |
| 2º        | Mocidade Alegre de São Mateus | 99,6    | [ 1 ]   |
| 3º        | Turunas do Riachuelo          | 98,7    | [ 1 ]   |
| 4º        | Feliz Lembrança               | 98,6    | [ 1 ]   |

| Grupo B   | Grupo B                    | Grupo B | Grupo B   | Grupo B   | Grupo B     |
| Colocação | Escola                     | Pontos  | Desempate | Nota      | Ref.        |
| --------- | -------------------------- | ------- | --------- | --------- | ----------- |
| 1º        | Unidos das Vilas do Retiro | 99,2    | Evolução  | Promovida | [ 1 ] [ 2 ] |
| 2º        | Rivais da Primavera        | 99,2    |           | Promovida | [ 1 ] [ 2 ] |
| 3º        | Partido Alto               | 99      |           |           | [ 1 ] [ 2 ] |
| 4º        | Vale do Paraibuna          | 98,7    |           |           | [ 1 ] [ 2 ] |
| 5º        | União das Cores            | 98,3    |           |           | [ 1 ] [ 2 ] |

| Escolas Mirins | Escolas Mirins     | Escolas Mirins | Escolas Mirins |
| Colocação      | Escola             | Pontos         | Ref.           |
| -------------- | ------------------ | -------------- | -------------- |
| 1º             | Mocidade do Amanhã | 39,7           | [ 1 ]          |